# Scolopendra arenicola
Scolopendra arenicola är en mångfotingart som först beskrevs av Lawrence 1975.  Scolopendra arenicola ingår i släktet Scolopendra och familjen Scolopendridae.
Artens utbredningsområde är Namibia. Inga underarter finns listade i Catalogue of Life.